# WHEN THE FUTURE LOVES THE PAST 〜未来が過去を愛するとき〜
『WHEN THE FUTURE LOVES THE PAST 〜未来が過去を愛するとき〜』（ウェン・ザ・フューチャー・ラブズ・ザ・パスト - みらいがかこをあいするとき）は、デーモン閣下の5枚目のオリジナル・アルバム。

## 概要
本作のテーマは、和楽器と未来派ポップスの融合である。
サウンド・プロデュースに岡村靖幸、高野健一（pal@pop）、ajapai、元THE MAD CAPSULE MARKETSの石垣愛、元コクトー・ツインズのタテミツヲ、Rico、石黒彰、松崎雄一
らを迎えている。また、和楽器の奏者として、三橋貴風（尺八）、稲葉明徳（雅楽）、福田千恵子（琴・三味線）、友吉鶴心（薩摩琵琶）、レナード衛藤（和太鼓）が参加している。

## 収録曲
1. HAGAKULE（葉隠れ）〜A spirit of Samurai〜
作詞：DEMON小暮閣下 / 作曲：DEMON小暮閣下・pal@pop・友吉鶴心 / 編曲：pal@pop
2. ZUTTO
作詞・作曲：DEMON小暮閣下 / 編曲：RICO
3. INTERLUDE A
作・演出：DEMON小暮閣下
4. I DON'T KNOW
作詞・作曲：DEMON小暮閣下 / 編曲：ajapai
5. INTERLUDE B
6. SAKURA
作詞・作曲：DEMON小暮閣下 / 編曲：タテ・ミツヲ
7. ♥8
作詞：DEMON小暮閣下・石垣愛 / 作曲・編曲：石垣愛
8. INTERLUDE C
作・演出：DEMON小暮閣下
9. ICHIGO（一期）〜A spirit of ZEN〜
作詞：DEMON小暮閣下、作曲：DEMON小暮閣下・pal@pop、編曲：pal@pop
10. Humming
作曲：DEMON小暮閣下 / 編曲：pal@pop）
11. SING LIKE A HUG
作詞：DEMON小暮閣下 / 作曲・編曲：岡村靖幸
フジテレビ『ジャンクSPORTS』エンディング・テーマ[1]。
全ての楽曲パートを岡村が演奏している[2][3]。
12. INTERLUDE D
13. GEISHA FUJIYAMA SAMURAI
作曲：DEMON小暮閣下 / 編曲：石黒彰
14. INTERLUDE E
15. 熟女カマキリ
作詞：Anchang / 補作詞・作曲：DEMON小暮閣下 / 編曲：松崎雄一・石垣愛
16. INTERLUDE F
17. めぐりあい
作詞：井荻麟・売野雅勇 / 作曲：井上大輔 / 編曲：タテ・ミツヲ
『機動戦士ガンダムIII めぐりあい宇宙編』主題歌のカバー[1][2][3]。